# Іхтіорнісоподібні
Іхтіорнісоподібні (Ichthyornithiformes) — вимерлий ряд птахів, що існував у кінці крейдового періоду у Північній Америці. Іхтіорнісоподібні, ймовірно, мешкали на морських узбережжях та живилися рибою.

## Систематика

### Таксономія
- родина Apatornithidae
  - рід Apatornis
    - вид Apatornis celer

  - рід Guildavis
    - вид Guildavis tener

  - рід Iaceornis
    - вид Iaceornis marshi
- родина Ichthyornithidae
  - рід Ichthyornis
    - вид Ichthyornis antecessor
    - вид Ichthyornis dispar
    - вид Ichthyornis maltschevskyii

### Філогенія
|  | Limenavis patagonica                                               |
|  |                                                                    |
|  | \| \| Ichthyornithiformes \| \| \| \| \| \| Neornithes \| \| \| \| |
|  |                                                                    |
|  | Ichthyornithiformes                                                |
|  |                                                                    |
|  | Neornithes                                                         |
|  |                                                                    |

|  | Ichthyornithiformes |
|  |                     |
|  | Neornithes          |
|  |                     |

|  | Limenavis patagonica                                               |
|  |                                                                    |
|  | \| \| Ichthyornithiformes \| \| \| \| \| \| Neornithes \| \| \| \| |
|  |                                                                    |
|  | Ichthyornithiformes                                                |
|  |                                                                    |
|  | Neornithes                                                         |
|  |                                                                    |

|  | Ichthyornithiformes |
|  |                     |
|  | Neornithes          |
|  |                     |